# GD-ROM
GD-ROM (Gigabyte Disc Read-Only Memory) var det optiska media Sega använde i sin spelkonsol Sega Dreamcast.
Formatet utvecklades av Sega tillsammans med Yamaha. Formatet är väldigt likt CD-ROM men rymmer ungefär dubbelt så mycket information, ca 1,2 Gb.